# Adam Adamandy Kochański
Adam Adamandy Kochański, född 5 augusti 1631, död 17 maj 1700, var en polsk matematiker, fysiker, urmakare, pedagog och bibliotekarie. Han utsågs till hovmatematiker hos Jan III Sobieski.
Kochański föddes i Dobrzyń nad Wisłą. Han började sin utbildning i Toruń, och 1652 gick han med i Jesu sällskap (jesuiterna) i Vilnius. Han studerade filosofi vid Vilnius universitet, som då kallades Vilnius Akademi. Han studerade också matematik, fysik och teologi. 
Han fortsatte med att föreläsa om dessa ämnen vid flera europeiska universitet: i Florens, Prag, Olomouc, Wrocław, Mainz och Würzburg. År 1680 accepterade han ett erbjudande från kungen i Polen, Jan III Sobieski, att återvända till Polen och antaga positionen som kungens kaplan, matematiker, klockmakare och bibliotekarie samt som lärare till kungens son, Jakob.
Kochański skrev många vetenskapliga artiklar, främst om matematik och mekanik, men också om fysik, astronomi och filosofi. Det mest kända av hans verk, Observationes Cyclometricae ad facilitandam Praxin accommodatae, ägnades åt cirkelns kvadratur och publicerades 1685 i dåtidens ledande vetenskapliga tidskrift Acta Eruditorum. Han fann också en berömd approximation av talet π, som idag kallas Kochańskis approximation och som är korrekt för de fyra första decimalerna:
{\displaystyle {\sqrt {{40 \over 3}-2{\sqrt {3}}\ }}=3,14153333870509461863\dots }
Kochański samarbetade och korresponderade med många vetenskapsmän, bland dem Johannes Hevelius och Gottfried Leibniz. Han var förmodligen den ende av de samtida polackerna som kände till delar av den då nyligen utvecklade matematiska analysen. Som mekaniker var han en känd klockmakare. Han föreslog att man skulle byta ut klockans pendel med en fjäder och standardisera antalet kuggar per timme.
Kochański dog i Teplice i Böhmen i nuvarande Tjeckien.